# ヘルニア
ヘルニア（歇爾尼亜、羅: hernia）とは、体内の臓器などが、本来あるべき部位から「脱出・突出」した状態を指す。体腔内の裂隙に迷入したものを内ヘルニア、体腔外に逸脱したものを外ヘルニアと呼ぶ。腹部の内臓に多くみられ、例えば腹壁ヘルニアは、腹壁に生じた裂け目から腹部の内臓が腹膜に包まれたまま腹腔外に脱出するものである。
一般的に多いヘルニアは、鼠径ヘルニア（脱腸）、臍ヘルニア（でべそ）、椎間板ヘルニアなどである。
アスリートでは、前屈みの姿勢が多くなる自転車競技選手、特に競輪選手でヘルニアに悩まされている選手は多く（これが原因で結果が残せず引退する選手もいる）、職業病のようになっている。
また、嵌頓ヘルニア（かんとんヘルニア、英語: incarcerated hernia / incarceration of hernia）は、脱出した臓器などが脱出穴で締め付けられた状態を指す。締め付けられた状態が長期に及ぶと、血液循環障害により脱出した部分が壊死ないし壊疽に至る場合がある。多くは激痛を伴う。

## 代表的なヘルニア
- 脳ヘルニア - 頭蓋内腫瘍などの占拠性病変などにより、脳が圧排され偏位した状態
- 頸椎ヘルニア
- 椎間板ヘルニア - 椎間板の一部が線維輪を破り突出した状態
- 横隔膜ヘルニア
  - 食道裂孔ヘルニア - 胃が横隔膜の食道裂孔を通じ、縦隔側へと脱出した状態
  - Bochdalek孔ヘルニア
  - モルガーニ孔ヘルニア
  - 外傷性横隔膜ヘルニア
- 内ヘルニア
- 腹壁ヘルニア - 腹膜で包まれた臓器が腹壁外へと脱出した状態
- 臍ヘルニア - 俗に言う出べそ。
- 鼠径ヘルニア - 俗に言う脱腸。
  - 外鼠径ヘルニア
  - 内鼠径ヘルニア
  - 大腿ヘルニア - 大腿管でおこる。
- 閉鎖孔ヘルニア
- 嵌頓ヘルニア - 普通のヘルニアは押すと凹むが嵌頓ヘルニアは押すと元に戻る。